# Gardenia candida
Espèce
Classification phylogénétique
Statut de conservation UICN

 CR  : 
En danger critique
Gardenia candida est une espèce de plante du genre Gardénia de la famille des Rubiaceae, endémique de l'île de Vanua Levu au sein des Fidji.